# Новогутянська сільська рада
Новогутянська сільська рада (Ново-Гутівська сільська рада) — колишня адміністративно-територіальна одиниця та орган місцевого самоврядування у Базарському і Малинському районах Коростенської і Волинської округ, Київської та Житомирської областей Української РСР з адміністративним центром у селі Нова Гута.

## Населені пункти
Сільській раді на час ліквідації були підпорядковані населені пункти:
- с. Мар'їн Підварок
- с. Нова Гута
- с. Стара Гута

## Населення
Кількість населення ради, станом на 1923 рік, становила 1 008 осіб, кількість дворів — 203.
Станом на 1 жовтня 1941 року в сільраді налічувалося 231 двір та 901 мешканець, в тому числі: чоловіків — 367, жінок — 534.

## Історія та адміністративний устрій
Створена 1923 року, в складі сіл Нова Гута, Стара Гута і хутора Мар'їн Підварок Ново-Вороб'ївської волості Овруцького повіту Волинської губернії. 7 березня 1923 року включена до складу новоствореного Базарського району Коростенської округи. Станом на 17 грудня 1926 року в підпорядкуванні значився х. Дубрівка, який, на 1 жовтня 1941 року, не значився на обліку населених пунктів.
Станом на 1 вересня 1946 року сільська рада входила до складу Базарського Житомирської області, на обліку в раді перебували села Мар'їн Підварок, Нова Гута і Стара Гута.
21 січня 1959 року, відповідно до рішення Житомирського облвиконкому № 36 «Про виконання Указу Президії Верховної Ради Української РСР від 21 січня 1959 року про ліквідацію Базарського і Потіївського районів Житомирської області», сільську раду передано до складу Малинського району.
5 березня 1959 року, відповідно до рішення Житомирського облвиконкому № 161 «Про ліквідацію та зміну адміністративно-територіального поділу окремих рад області», до складу ради включено села Перше Травня та Старі Вороб'ї Нововороб'ївської сільської ради Малинського району. Одночасно адміністративний центр ради перенесено до с. Старі Вороб'ї з перейменуванням ради на Старовороб'ївську.